# Василькович, Драган

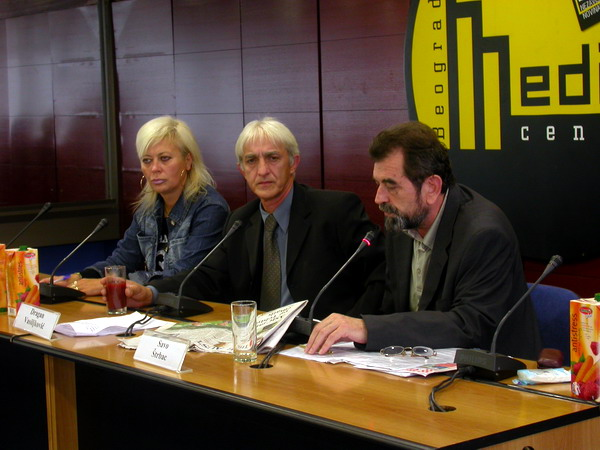
Драган Василькович и Саво Штрбац

Дра́ган Васи́лькович (серб. Драган Васиљковић, Dragan Vasiljković; родился в Белграде 12 декабря 1954 года) — сербский предприниматель и военный, известный под псевдонимами Даниэл Снеден и Капитан Драган. Гражданин Сербии и Австралии, основатель негосударственной благотворительной организации «Фонд Капитана Драгана», занимающейся помощью жертвам войны. В 1990 году баллотировался на пост президента Сербии. Тренер по гольфу, моряк, служил в австралийской армии, выпускник военной академии города Перт. В годы войны в Хорватии был командиром отряда «Книнџе» в Сербской Краине. 19 января 2006 года был арестован австралийской полицией. Находится под следствием по обвинению в военных преступлениях во время войны в Хорватии. Согласно решению Федерального суда Австралии освобождён из-под стражи 4 сентября 2009 года. Вновь арестован в мае 2010 года и должен быть экстрадирован в Хорватию.

## Ранние годы
Драган Василькович родился 12 декабря 1954 года в Белграде. Так как его отец погиб, а матери было не под силу растить трёх детей одной, то раннее детство Василькович провёл в детском приюте. В 1967 году его семья эмигрировала в Австралию, где Драган получил имя Даниэль Снеден. После окончания школы в Мельбурне он четыре года служил в резервном подразделении австралийской армии, прошёл обучение в военной академии в Перте, став не только одним из пяти её лучших выпускников но и специалистом по альпинизму и прыжкам с парашютом. В США Василькович окончил высшие артиллерийские курсы и курсы диверсанта. В армии Австралии он получил звание капитана, но в 1985 году уволился из вооружённых сил страны и посвятил себя путешествиям, побывав в нескольких десятках стран. Затем Василькович работал советником по безопасности президента Танзании.

## Участие в югославском конфликте
В Югославию он вернулся в 1988 году для налаживания бизнеса. В 1991 году, после встреч со Слободаном Милошевичем и Миланом Мартичем, Василькович прибыл в Сербскую Краину, где начал подготовку к созданию центра по обучению разведывательно-диверсионных подразделений. Он продал свой личный самолёт, а вырученные средства в размере более трёхсот тысяч долларов (по словам самого Васильковича — пятисот тысяч) потратил на приобретение необходимого снаряжения, среди которого были системы GPS, приборы ночного видения, камеры теплового видения, а также современные системы коммуникации. Планируемый им центр был создан в Книнской крепости 4 апреля 1991 года и получил наименование «Альфа». В нём добровольцы проходили обучение по программам, рассчитанным на три, семь и тридцать дней. Их подготовку вели инструкторы, отобранные и обученные самим Васильковичем.
В большинстве своём добровольцы были из Сербской Краины, часть была из Сербии. Прошедшие обучение либо оставались с ним, либо отправлялись служить в другие подразделения. Например, Велько Миланкович, после прохождения подготовки сформировал собственный боевой отряд — «Волки из Вучияка», отличавшийся высокой боеспособностью. Драган Василькович не ограничился только подготовкой добровольцев, но и создал подразделение «Книндзи» (серб. Книнџа — от соединения «Книн» и «ниндзя» (серб. нинџа)), состоящее из 64 бойцов, которое он сам и возглавил. Стоит отметить тот факт, что создавались «Книндзи» по образцу спецназа австралийской армии. Им было суждено стать одним из самых боеспособных и дисциплинированных подразделений Сербского Войска Краины. В 257 операциях «Книндзей», из 64 бойцов погиб лишь один (из-за прямого попадания гранаты в голову), четверо получили ранения.
Из-за разногласий с руководством Краины он на какое-то время покинул район боевых действий. После хорватского нападения на Милевачское плато, находящееся под защитой миротворцев ООН, Капитан Драган вернулся в Краину, и занялся подготовкой бойцов в учебном центре в Брушке. После подписания Дейтонских соглашений он создал Фонд «Капитан Драган», в котором хранится 67 000 досье о жертвах войны. Во время октябрьских событий 2000 года в Союзной Республики Югославии Василькович помогал Демократической Оппозиции Сербии в захвате телестудии «Студия Б» и Управления таможни. Впоследствии он жил в Перте и работал тренером по гольфу. 

## Уголовный процесс
19 января 2006 года Драган Василькович был арестован австралийской полицией. Согласно решению Федерального суда Австралии был освобождён из-под стражи 4 сентября 2009 года. Вновь арестован в мае 2010 года и был экстрадирован в Хорватию. В сентябре 2017 года Жупанийский суд Сплита признал Васильковича виновным в издевательствах над пленными хорватами в Книнской крепости и в нападении на полицейский участок в Глине. За это суд назначил Васильковичу 15 лет лишения свободы, из которых на момент вынесения приговора он уже отсидел в австралийских и хорватских тюрьмах 12 лет. Освобожден 28 марта 2020 года.